# 埃俄羅斯嶺
71°18′S 68°34′W / 71.300°S 68.567°W
埃俄羅斯嶺（英語：Aeolus Ridge）是南極洲的山嶺，位於亞歷山大一世島東部，處於普拉尼特高地南部的天王星冰川上游，海拔高度約1,300米，以希臘神話中的風神埃俄羅斯命名。